# Карликовая спиральная галактика
Ка́рликовые спира́льные гала́ктики — разновидность спиральных галактик, отличающаяся небольшими размерами (меньше 5 кпк), слабой светимостью и низкой поверхностной яркостью. Карликовые спиральные галактики относят к подклассу карликовых галактик.
Карликовые спиральные галактики, особенно аналоги спиральных галактик типов Sa-Sc, чрезвычайно редки, в то время как карликовые эллиптические или карликовые неправильные галактики широко распространены во вселенной.
Большинство известных карликовых спиралей были обнаружены вне скоплений галактик. Вероятно, это связано с тем, что гравитационное взаимодействие карликовых спиралей с другими галактиками и облаками межгалактического газа должно возмущать и разрушать газовый диск спиралей. Однако карликовые спиральные галактики всё же были обнаружены в скоплениях галактик в Деве и в Волосах Вероники.